# National League North 2020-2021
La National League North 2020-2021 è stata la 17ª edizione della seconda serie della National League. Rappresenta, insiema alla National League South, il sesto livello del calcio inglese ed il secondo del sistema "non-league". 
In seguito all'emergenza sanitaria provocata dalla pandemia COVID-19, il campionato è stato interrotto ed annullato il 18 febbraio 2021.

## Squadre partecipanti
| Squadra                | Città             | Stagione precedente                      |
| ---------------------- | ----------------- | ---------------------------------------- |
| AFC Fylde              | Wesham            | 23º posto in National League, retrocesso |
| AFC Telford United     | Telford           | 14º posto in National League North       |
| Alfreton Town          | Alfreton          | 13º posto in National League North       |
| Blyth Spartans         | Blyth             | 21º posto in National League North       |
| Boston United          | Boston            | 3º posto in National League North        |
| Brackley Town          | Brackley          | 4º posto in National League North        |
| Bradford Park Avenue   | Bradford          | 22º posto in National League North       |
| Chester                | Chester           | 6º posto in National League North        |
| Chorley                | Chorley           | 24º posto in National League, retrocesso |
| Curzon Ashton          | Ashton-under-Lyne | 20º posto in National League North       |
| Darlington             | Darlington        | 10º posto in National League North       |
| Farsley Celtic         | Farsley           | 11º posto in National League North       |
| Gateshead              | Gateshead         | 7º posto in National League North        |
| Gloucester City        | Gloucester        | 17º posto in National League North       |
| Guiseley               | Guiseley          | 9º posto in National League North        |
| Hereford               | Hereford          | 16º posto in National League North       |
| Kettering Town         | Kettering         | 19º posto in National League North       |
| Kidderminster Harriers | Kidderminster     | 15º posto in National League North       |
| Leamington             | Leamington Spa    | 18º posto in National League North       |
| Southport              | Southport         | 12º posto in National League North       |
| Spennymoor Town        | Spennymoor        | 8º posto in National League North        |
| York City              | York              | 2º posto in National League North        |

## Classifica
| Pos. | Squadra         | Pt | G  | V  | N | P  | GF | GS | DR  |
| ---- | --------------- | -- | -- | -- | - | -- | -- | -- | --- |
| 1    | Gloucester City | 35 | 18 | 10 | 5 | 3  | 36 | 22 | +14 |
| 2    | Fylde           | 30 | 15 | 9  | 3 | 3  | 26 | 16 | +10 |
| 3    | Chester         | 28 | 17 | 8  | 4 | 5  | 32 | 25 | +7  |
| 4    | Brackley Town   | 27 | 16 | 7  | 6 | 3  | 22 | 19 | +3  |
| 5    | Kidderminster   | 25 | 15 | 7  | 4 | 4  | 24 | 17 | +7  |
| 6    | Boston Utd      | 23 | 13 | 6  | 5 | 2  | 20 | 10 | +10 |
| 7    | Chorley         | 23 | 18 | 6  | 5 | 7  | 21 | 24 | -3  |
| 8    | York City       | 22 | 13 | 6  | 4 | 3  | 22 | 17 | +5  |
| 9    | Leamington      | 22 | 15 | 5  | 7 | 3  | 22 | 20 | +2  |
| 10   | Gateshead       | 21 | 14 | 6  | 3 | 5  | 17 | 15 | +2  |
| 11   | Farsley Celtic  | 21 | 17 | 5  | 6 | 6  | 21 | 26 | -5  |
| 12   | Hereford        | 20 | 13 | 5  | 5 | 3  | 20 | 16 | +4  |
| 13   | Spennymoor Town | 20 | 13 | 5  | 5 | 3  | 20 | 16 | +4  |
| 14   | Telford Utd     | 19 | 17 | 5  | 4 | 8  | 18 | 14 | +4  |
| 15   | Bradford PA     | 18 | 16 | 4  | 6 | 6  | 26 | 30 | -4  |
| 16   | Curzon Ashton   | 17 | 17 | 4  | 5 | 8  | 18 | 26 | -8  |
| 17   | Southport       | 16 | 14 | 4  | 4 | 6  | 16 | 19 | -3  |
| 18   | Kettering Town  | 15 | 14 | 3  | 6 | 5  | 21 | 23 | -2  |
| 19   | Darlington      | 13 | 11 | 4  | 1 | 6  | 17 | 11 | +6  |
| 20   | Guiseley        | 12 | 15 | 3  | 3 | 9  | 17 | 22 | -5  |
| 21   | Alfreton Town   | 12 | 15 | 2  | 6 | 7  | 15 | 27 | -12 |
| 22   | Blyth Spartans  | 6  | 14 | 1  | 3 | 10 | 10 | 36 | -26 |